# Lou Nistico
Lou Nistico (Kanada, Ontario, Thunder Bay, 1953. január 25. – 2020. november 27.) kanadai profi jégkorongozó.

## Pályafutása
Junior karrierjét a Westfort Hurricanesben a TBJHL-ben kezdte ahol 1967–1970 között játszott. 1970–1973 között a London Knightsban az Ontario Hockey Associationban szerepelt. Utolsó idényében 65 mérkőzésen 95 pontot szerzett. Az 1973-as NHL-amatőr drafton a Minnesota North Stars választotta ki a hetedik kör 105. helyén valamint az 1973-as WHA-amatőr draft-on a Toronto Toros az ötödik kör 56. helyén. Az 1973–1974-es szezonban játszott a Toronto Torosban és az American Hockey Leagues-es Jacksonville Baronsban. A következő idény kétharmadát a North American Hockey League-es Mohawk Valley Cometsban töltötte ahol 42 mérkőzésen 48 pontot szerzett, a szezon egyharmadát a Torosban töltötte. 1975–1976-ban 65 mérkőzést játszott a Toros csapatában és tízet a NAHL-es Buffalo Norsemenben. 1976-ban a Toros csapata elköltözött és Birmingham Bulls lett. 1977–1978-ban végre bemutatkozott a National Hockey League-ben, amikor is a Colorado Rockieszal öt mérkőzésre szóló próba szerződést írt alá. Ebből háromszor lépett jégre majd leküldték a Phoenix Roadrunnersbe és a Brantford Alexandersbe. 1979-ben vonult vissza a Welland Cougarsből. Visszavonulása után kis időre edzősködött, majd általános menedzser lett. Először a Gloucester Rangers junior csapatnál a Central Canada Hockey League-ben. Ez 2004–2005-ben volt. 2005 óta a Kanata Stallions junior csapatnak az általános menedzsere. Ez a csapat is a Central Canada Hockey League-ben játszik.

## Díjai
- NAHL Második All-Star Csapat: 1975